# Грањанино (Пјаченца)
Грањанино је насеље у Италији у округу Пјаченца, региону Емилија-Ромања.
Према процени из 2011. у насељу је живело 386 становника. Насеље се налази на надморској висини од 68 м.